# Radio Deejay
Radio DeeJay est une station de radio privée italienne et la principale du genre dans le pays. Elle fait partie du Groupe L'Espresso et Discovery Italia. Les studios se situent à Milan.

## Histoire
Radio DeeJay est fondée le 1er février 1982 à Milan de ce qui reste de Radio Music 100 de par la volonté de Claudio Cecchetto, Valerio Gallorini, Massimo Carpani et Pippo Ingrosso. La radio obtient rapidement de bons indices d'écoute dans le nord de l'Italie. En 1988, elle est diffusée dans tout le pays et devient DeeJay Network. Suit une émission télévisée, DeeJay Television.
Fort de ses succès télévisuels et discographiques et de la popularité des personnages lancés par Deejay Television, Radio Deejay élargit en 1988 sa couverture FM dans toute l'Italie. La même année, le groupe éditorial L'Espresso, avec Elemedia, rejoint la société Erre D.J. srl en rachetant une partie des parts de Cecchetto et Gallorini.
En 1989, Radio Deejay entre dans le Groupe L'Espresso.
En 1997, Nikki fait son retour et commence son aventure avec Tropical Pizza, une émission consacrée à la musique rock et alternative, tandis qu'Irene Lamedica arrive de Radio Capital en 1998 et prend les rênes de One Two One Two, puis de Soulsista. À la fin des années 1990, tout comme au début du nouveau millénaire, Radio Deejay s'impose comme l'une des radios les plus connues en Italie,.
Depuis 2009, il existe également une télévision Deejay TV qui appartient au même groupe.
Outre la fin de deux émissions classiques telles que Platinissima et, dans ce cas provisoirement, Il volo del mattino, 2012 marque également le retour de One Two One Two, une émission du week-end consacrée au hip-hop, qui depuis octobre 2012 est animée, comme le veut la tradition, par les meilleurs rappeurs du moment ; les premiers animateurs sont Emis Killa, Ensi et Marracash. Aux côtés d'Ivan Zazzaroni dans Deejay Football Club, arrive Fabio Caressa, tandis qu'après une longue période d'apprentissage le week-end, Laura Antonini est promue à l'antenne quotidienne et anime avec Rudy Zerbi la nouvelle émission en début de soirée Rossi di sera en remplacement de Platinette dans sa tranche horaire. Au cours de la saison, en janvier 2013, Alessandro Cattelan fait également son arrivée et prend place dans la tranche horaire de midi avec Catteland, marquant ainsi le transfert de Vic à son ancienne tranche horaire, à 20 heures. Deux mois plus tard, le 9 mars précisément, Marco Baldini, pilier de la chaîne, revient à l'antenne après treize ans d'absence et obtient la tranche horaire du matin le week-end avec Il Marchino ha l'oro in bocca.
Les données d'audience de 2024 révèlent un record dans la donnée fondamentale du quart d'heure moyen (576 000 auditeurs).